# Amnésie
 (juillet 2014).
 (octobre 2017).
 Mise en garde médicale
L'amnésie (du grec ἀμνησία, amnesia) est une perte partielle ou totale de la mémoire. C'est un état pathologique qui peut être permanent ou transitoire, congénital ou acquis. Il peut être d'origine :
- organique : résultant de lésions cérébrales comme une tumeur, le syndrome de Korsakoff, un traumatisme crânien, un épisode anoxique ou ischémique, une maladie neurologique, l'absorption de certains produits ou médicaments (type drogues de soumission) ;
- fonctionnelle : troubles psychologiques comme le stress post-traumatique, une maladie psychiatrique ;
- préservatrice : d'après la psychanalyse, c'est un mécanisme de défense contre l'anxiété ou l'angoisse de souvenirs douloureux.

La neuropsychologie étudie les cas de ces lésions au cerveau et les conséquences qui en découlent sur la mémoire : perte de certaines capacités, alors que d'autres restent intactes.

## Étiologie
De nombreuses pathologies et accidents peuvent provoquer un syndrome amnésique. Parmi les plus connus et étudiés :
- les traumatismes crâniens dus à un accident ou une agression ;
- les toxicomanies (alcoolisme chronique, syndrome de Korsakoff, consommation de cannabis et d'ecstasy particulièrement) ;
- les accidents vasculaires cérébraux et ruptures d'anévrisme ;
- les amnésies progressives associées aux démences ;
- les tumeurs cérébrales ;
- les violences sexuelles (notamment dans l'enfance) ;
- les traumatismes psychologiques.

Les troubles de la mémoire peuvent survenir en dehors du contexte de syndrome amnésique, comme c'est le cas dans certaines dépressions sévères, dont le tableau clinique peut évoquer l'amnésie.
Une perte soudaine de la mémoire est habituellement le résultat d'un traumatisme crânien et cela peut être permanent ou temporaire. Lorsque cette perte est causée par des pathologies telles que la maladie d'Alzheimer, elle s'intensifie petit-à-petit et peut être, d'une manière ou d'une autre, permanente. Autrement, la perte n'est que temporaire et affecte les pensées liées à une portion d'expériences.
Le traumatisme crânien n'est pas le seul facteur pouvant causer une perte de mémoire. Cela peut apparaître en tant qu'effet secondaire lors d'une prise de statines habituellement utilisés en guise de traitement contre l'hypercholestérolémie. Les causes majeures d'une perte soudaine de mémoire sont les attaques cérébrales. D'autres causes peuvent être liées à des maladies récurrentes et à long terme telles que la méningite ou l'épilepsie. Un choc émotionnel important peut également provoquer une amnésie.

## Types
Le type d'amnésie varie en fonction des zones cérébrales touchées.

### Amnésie rétrograde
L'amnésie rétrograde (ou amnésie d'évocation) correspond à un déficit du rappel d'informations acquises avant l'épisode pathologique, c'est-à-dire à un problème de mémoire à long terme. Elle survient quand l'hippocampe, ou corne d'Ammon, est endommagé. Une déficience dans cette zone du cerveau entraîne la détérioration partielle ou totale de la mémoire sémantique et de la mémoire épisodique (dite déclarative). Contrairement à ce qu'en laisse suggérer le cinéma, elle n'est jamais totale car la période couverte peut-être plus ou moins longue. Dans le cas de démences, une amnésie progressive s'installe en suivant un gradient de Ribot : les souvenirs les plus anciens sont généralement les mieux conservés (voir Loi de Ribot).

### Amnésie antérograde
L'amnésie antérograde, appelée aussi amnésie de fixation, porte sur les faits postérieurs à l'accident ou à la maladie qui l'a provoquée, la mémoire courte. Elle est la conséquence de l'altération de certaines zones du cortex préfrontal, mais aussi occipital et pariétal. En effet, il s'agit de dysfonctionnement des réseaux neuronaux impliqués dans l'apprentissage et la mémoire de travail. Le sujet est dans l'incapacité de former de nouveaux souvenirs, il oublie les événements au fur et à mesure de leur déroulement. La situation est comparable à un ordinateur dont le disque dur est capable de lire toutes les données qu'il contient mais dont le mécanisme d'écriture défectueux empêche tout nouvel enregistrement d'information. Du latin anterior, « placé avant ». Antonyme : amnésie rétrograde, qui correspond à la perte du souvenir des événements qui ont précédé le traumatisme.

### Amnésie de la mémoire procédurale
La mémoire procédurale (ou non déclarative) concerne les habitudes et les réflexes acquis : faire du vélo, nager le crawl, conduire une voiture, jouer d'un instrument de musique, etc. Cette forme d'amnésie survient quand le striatum est endommagé.

### Amnésie traumatique
Dans le cas de stress post-traumatique, on dit que la personne pourrait être victime d'amnésie dissociative, c'est-à-dire d'incapacité à se remémorer le souvenir de soi au cours de l’événement stressant ou traumatisant. Lorsqu'elle concerne une personne criminelle, ce type d'amnésie psychogène partielle ou complète serait ce que les criminologues appellent « amnésie salvatrice ». Les amnésies traumatiques complètes ou parcellaires ont été particulièrement étudiées chez des soldats puis des victimes de violences sexuelles pendant l'enfance. Ce trouble neuropathologique non conscient survient après des violences extrêmes et peut durer des décennies. S'il joue un rôle protecteur, il a un rôle pervers en effaçant une partie du passé de la victime. La période de latence est un argument en faveur de l'allongement de la durée de la prescription.
Il s'agit néanmoins d'une notion controversée. Les partisans de la théorie du syndrome de la fausse mémoire, rejetant l'idée d'un refoulement ou d'un oubli d'évènements traumatiques, défendent l'idée que ces souvenirs sont fabriqués par les séances de psychothérapie.

## Dans l’art

### Littérature

#### Bandes dessinées
- La Page blanche (dessin Pénélope Bagieu), avec Boulet (scénario), Delcourt  (ISBN 978-2-7560-2672-5)

### Jeux vidéo
L'amnésie est souvent utilisée dans les jeux vidéo pour justifier la découverte du monde par les yeux ignorants du personnage amnésique que le joueur incarne. Ce procédé est ainsi utilisé dans les RPG (Final Fantasy VII), mais aussi plus rarement, dans certains FPS (BioShock Infinite). Certains créateurs en font leur thème récurrent, notamment Jonathan Blow où les personnages de ses deux jeux Braid et The Witness, sont tous les deux amnésiques.[réf. nécessaire]

### Musique
On peut prendre l'exemple du morceau Amnésie de Damso qui fait partie de son première album Batterie faible parut en 2016. L'artiste parle de sa souffrance face au suicide de sa petite copine. Il développe le désir d'oublier cette période. Il se voit forcé de consommer du cannabis afin d'oublier ces moments difficiles. Il crée une forme d'amnésie à l'aide de psychoactifs.[réf. nécessaire]